# Heterotropus gracilis
Heterotropus gracilis är en tvåvingeart som beskrevs av Greathead 1967. Heterotropus gracilis ingår i släktet Heterotropus och familjen svävflugor.
Artens utbredningsområde är Eritrea. Inga underarter finns listade i Catalogue of Life.